# كولمان كوكر
كولمان كوكر (بالإنجليزية: Coleman Coker) هو مهندس معماري أمريكي، ولد في 1951 في ممفيس في الولايات المتحدة.